# パラカップ
パラカップ (PARACUP) は、神奈川県川崎市で開催されるチャリティーランニング大会で、2005年から19年まで開催された。一般社団法人PARACUPが運営している。

## 概要
パラカップは、大会運営を通して得られた収益を、必要経費を除いて、世界の子どもたちの教育・生活支援のために、共催団体を通じて贈っていた。2004年に運営代表の森村ゆきが、ホノルルマラソンで完走した達成感を仲間たちと共有したいと考え、日本国内でホノルルマラソンのような大会を作りたいと決意し始めた。友人がいたチャリティー団体の「パラサイヨ」の協力を得て2005年に第1回大会が開催。2007年以降は川崎市の多摩川河川敷で開催した。2012年には東日本大震災で、親をなくした子どもたちに収益金の一部を寄付する「PARACUP SENDAI」を仙台空港に隣接するコースでリレーマラソンを開催した。

## 歴史
- 2005年5月14日 神奈川県の江ノ島サイクリングロードで開催[6]。チャリティー団体「パラサイヨ」と共催でスタートした。
- 2006年5月14日 調布市の多摩川サイクリングロードで開催。約1000人の参加者[7]。
- 2007年5月13日 川崎市の多摩川河川敷で開催。参加者は約2000人[8]。
- 2008年4月20日 川崎市の多摩川河川敷で開催。
- 2009年4月29日 約3300名のランナーと500名のボランティアスタッフが参加[9]。
- 2010年4月25日 川崎市の古市場競技場をメイン会場に移し、2010年以降、多摩川河川敷マラソンコースで開催。
- 2011年4月10日 東日本大震災直後だったが、東北支援の目的も込めて、約4500名のランナーと約500名のボランティアスタッフが参加[10]。
- 2012年4月8日 ハーフマラソン、10km、5km、キッズランの種目で開催[11]。
- 2013年4月7日 前日の大雨の影響で中止[12]。
- 2014年4月6日 ハーフマラソン（3.5H）、ハーフマラソン（2H)、10km、5km、親子ラン、キッズランの種目で開催[13]。
- 2015年4月5日 1回目から支援しているフィリピンの児童養護施設を卒業した子どもが初参加。[14]
- 2016年4月10日 ハーフマラソン(3.5H)　個人の部、駅伝の部、10km、5km、親子ラン(400m)、キッズラン(1km)で開催[15]。
- 2017年4月9日 リレーマラソン（3時間耐久レース）親子ラン(400m)、キッズラン(1km・2km）で開催[16]。
- 2018年4月8日 リレーマラソン（3時間耐久レース）5km、10km、親子ラン(400m)、キッズラン(1km)で開催[17]。
- 2019年5月5日 今大会を持って開催を終了[18]。

## パラカップの特徴
１. メッセージバナナ
給水所では水とスポーツドリンクに加え、手書きの応援メッセージが書かれたバナナを用意。
２. ハイタッチ
コースの沿道にはボランティアスタッフがハイタッチで元気のチャージができる。
３. ニックネームラン
ボランティアスタッフがランナーのゼッケンに書いたニックネームで応援の声かけ。
４. 仮装ラン
ユニークな仮装して走れる。
５. キッズラン＆親子ラン
大人だけでなくお子さんも、また親子でもランナーとして参加できる。
６. NGO、NPOを通じて世界中の子どもたちを支援
複数のNGOやNPO団体が共催として運営している。
７. 首飾り
支援先のフィリピンの子どもたち手作り首飾りには、子どもからのメッセージも添えられている。

## 主なチャリティー共催団体（過去の共催も含む）
- 認定特定非営利活動法人かものはしプロジェクト
- PARASAIYO(パラサイヨ)
- 認定特定非営利活動法人ソルト・パヤタス
- カンボジア教育支援団体　ちょんれ～ん
- ドイツ国際平和村
- 特定非営利活動法人エイズ孤児支援NGO・PLAS
- +one(プラスワン)
- ルーム・トゥ・リード